# Iglesia Real de Santa María
La Iglesia Real de Santa María (en francés: Église Royale Sainte-Marie; en neerlandés: Koninklijke Sint-Mariakerk) es una parroquia católica ubicada en la Plaza de la Reine/Koninginnelaan en el municipio de Schaerbeek de Bruselas la capital del país europeo de Bélgica. La iglesia fue diseñada por Louis van Overstraeten y construida en un estilo ecléctico que combina influencias de la arquitectura bizantina y romana. La construcción comenzó en 1845 y se terminó en 1885. Las ventanas fueron diseñadas y creadas por el artista de vidrieras belga, Jean-Baptiste Capronnier. El edificio recibió estatus de protección (beschermd erfgoed) a través de un decreto real emitido el 9 de noviembre de 1976.